# Luigi Cansani
Luigi Cansani (* 1. Oktober 1927 in Cadro; † 26. März 2017 in Novazzano) war ein Schweizer Priester, Kirchenmusiker und Professor.

## Leben
Luigi Cansani studierte im nach Karl Borromäus benannten bischöflichen Priesterseminar in Lugano. Einer seiner Lehrer war Luigi Picchi, der gregorianischen Choral unterrichtete und als Organist wirkte.
1951 wurde Cansani in Lugano zum Priester geweiht, anschliessend studierte er Kirchenmusik in Mailand am Päpstlichen Ambrosianischen Institut und erlangte das Diplom am Conservatorio Giuseppe Verdi.
Nach 1958 leitete er während fünfzehn Jahren den Chor der Luganeser Kathedrale San Lorenzo. Später unterrichtete er am bischöflichen Seminar und am Kollegium Pius XII. in Breganzona und leitete ab 1974 den Chor Santa Cecilia in Novazzano. Gleichzeitig wirkte er als Pfarrer von Brusino Arsizio.
Cansanis musikalisches Werk umfasst mehr als 400 Arbeiten. Die Hymne Mutter des Herren wurde im Jahr 2000 von der Radiotelevisione Svizzera Italiana (RSI LA 2) aufgenommen. Am 8. Mai 2011 wurde sein Magnificat für Chor und Orchester in der Kirche San Giorgio in Morbio Inferiore uraufgeführt (Leiter: Franco Caccia). 2012 wurde er Ehrenmitglied der Tessiner Organistenvereinigung (ATO). Cansani lebte in Novazzano und ist dort begraben.

## Werke (Auswahl)
- Inno a Santa Teresa, a 1 voce (1974)
- Mottetti vari, con salmodia o acclamazioni: L’amore di Dio (1969), in: Lodate Dio, Edizioni Carrara
- Lo Spirito del Signore (1969), in: Lodate Dio, Edizioni Carrara
- Col Crisma (1969), in: Lodate Dio, Edizioni Carrara
- Per la tua vigna o Dio (1969), in: Lodate Dio, Edizioni  Carrara
- O re dei Cieli (1970)
- Annunciamo la tua morte (1970)
- Signore venuta la tua ora (1970), in: Lodate Dio, Edizioni  Carrara
- Venite, Santi di Dio (1970), in: Lodate Dio, Edizioni  Carrara
- Tu ci hai redenti (1971)
- Tuo è il regno (1971)
- Lode a Te, Signore (1972)
- Acclamazione: noi ti lodiamo (1975)
- Gloria a Te, Signore (1975)
- È il Signore Gesù (1975)
- Le Beatitudini (1976)
- La conversione della samaritana (1976)
- Valzer per pianoforte (1975)
- Requiem corale per banda (1977)
- Nenia di Natale (1977)
- Gioioso Natale (1977)
- Vieni, Signore Gesù (1977)